# Флурштедт
Флурштедт (нем. Flurstedt) — община в Германии, в земле Тюрингия. 
Входит в состав района Веймар. Подчиняется управлению Бад Зульца.  Население составляет 260 человек (на 31 декабря 2010 года). Занимает площадь 4,11 км².